# Сергей Немцеров
Сергей Николаев Немцеров e български художник.

## Биография
Сергей Немцеров е роден на 30 януари 1947 г. във Велико Търново. Наследник е на белоемигрантски род на кубански казаци от района на Краснодар. През 1965 г. Немцеров завършва Трета търновска гимназия с отличие. Продължава образованието си в МЕИ в София. Но само две години по-късно напуска, защото е приет във факултет „Изобразително изкуство“ във Великотърновския университет „Св. св. Кирил и Методий“, където се дипломира през 1972 г. в специалност „Графика“. Той е и активен спортист. Участник е във физкултурно дружество „Етър“ – Велико Търново, медалист от републикански шампионати – борба, свободен стил и джудо. Немцеров умира през 2000 г.

## Творчество
Негови картини са часто то колекции намиращи се в България, Великобритания, САЩ, Испания, Русия, Канада, Израел и др. страни.

## Картини
- „Рицарят, Санчо и Времето“